# Jens Mecklenburg
Jens Mecklenburg (* 1960 in Hamburg) ist ein deutscher Autor mit den Schwerpunkten Rechtsextremismus und „Essen und Trinken“.

## Leben
Mecklenburg war Herausgeber der „Antifa Edition“ bei Elefanten Press (jetzt Espresso), wo er unter anderem das Handbuch deutscher Rechtsextremismus veröffentlichte. 
Im Konkret Literatur Verlag Hamburg publizierte er 1998 gemeinsam mit Wolfgang Wippermann das Buch „Roter Holocaust“?, eine Kritik des Schwarzbuchs des Kommunismus, das in mehreren Beiträgen den Begriff „Totalitarismus“ einer eingehenden Kritik unterzieht. 
1999 fand die von ihm herausgegebene Autobiografie des RAF-Mitglieds Margrit Schiller mediale Aufmerksamkeit.
Mecklenburg lebt in Schleswig-Holstein. Als Gastronomiekritiker betreibt er kulinarische Feldforschung in Norddeutschland. Von 2006 bis 2009 schrieb er wöchentlich eine kulinarische Kolumne in den Kieler Nachrichten. Mecklenburg ist Herausgeber und Autor des Online-Magazins Nordische Esskultur.

## Veröffentlichungen
„Antifa-Edition“
- Handbuch deutscher Rechtsextremismus. Elefanten-Press, Berlin 1996, ISBN 3-88520-585-8
- Antifa Reader: antifaschistisches Handbuch und Ratgeber. Elefanten-Press, Berlin 1996, ISBN 3-88520-574-2
- Gladio: die geheime Terrororganisation der Nato. Elefanten-Press, Berlin 1997, ISBN 3-88520-612-9
- Was tun gegen rechts. Elefanten-Press, Berlin 1997, ISBN 3-88520-612-9
- Braune Gefahr: DVU, NPD, REP; Geschichte und Zukunft. Elefanten-Press, Berlin 1997, ISBN 3-88520-721-4

Sonstiges Politisches
- Mit Wolfgang Wippermann (Hrsg.): „Roter Holocaust“? Kritik des Schwarzbuchs des Kommunismus. Konkret-Literatur-Verlag, Hamburg 1998, ISBN 3-89458-169-7
- Margrit Schiller: „Es war ein harter Kampf um meine Erinnerung“. Ein Lebensbericht aus der RAF. Mit einem Nachwort von Osvaldo Bayer. Hrsg. von Jens Mecklenburg, Konkret-Literatur-Verlag, Hamburg 1999, ISBN 3-89458-181-6; Neuauflage 2007, ISBN 978-3-89458-256-2
- Verbreitung von Hass im Internet: ein internationaler Dialog; Dokumentation; eine Tagung in Zusammenarbeit mit: Simon Wiesenthal Center, Bundesministerium der Justiz, Friedrich-Ebert-Stiftung, Forum Berlin; am 26. und 27. Juni 2000 in Berlin. Hrsg. von der Friedrich-Ebert-Stiftung, Forum Berlin. Red. Bearb.: Jens Mecklenburg. Berlin 2000, ISBN 3-86077-947-8

Kulinarisches
- Mit Jochen Strehler, Jan Peter Marxen: Zu Gast in Schleswig-Holstein: moderne Zeiten. Weingarten 2001, ISBN 3-8170-0044-8
- Kulinarischer Norden: Helmut Zipner präsentiert Rezepte von Profiköchen und Publikum. André Hoffmann und Ingo Wandmacher (Fotos). fachl. Beratung Helmut Zipner, Hrsg. NDR Landesfunkhaus Schleswig-Holstein, Schlütersche, Hannover 2002, ISBN 3-87706-859-6
- Schleswig-Holstein für Genießer: die besten Restaurants und Landgasthöfe; kulinarische Einkaufstipps; vom Bio-Hof bis zum Fischzüchter. Christians, Hamburg 2002, ISBN 3-7672-1365-6
- Warum Männer nichts anbrennen lassen: Rezepte zum Verführen. Rütten und Loening, Berlin 2003, ISBN 3-352-00695-4
- Mit Ingo Wandmacher: Spargel: die besten Rezepte von Weltmeister Helmut Zipner. Schlütersche, Hannover 2003, ISBN 3-87706-880-4
- Mit Ingo Wandmacher: Schleswig-Holstein mit Genuss: Spitzenköche aus dem Norden präsentieren ihre leckersten Rezepte. Hrsg.: NDR Landesfunkhaus Schleswig-Holstein, Schlütersche, Hannover 2004, ISBN 3-89993-705-8
- Restaurant-Führer Schleswig Holstein. Cadmos, Schwarzenbek 2010, ISBN 978-3-8404-3004-6
- Raritäten mit Biss: alte Gemüsesorten und Wildkräuter neu entdeckt. Cadmos, Schwarzenbek 2011, ISBN 978-3-8404-3005-3
- Raritäten von der Weide: 66 Nutztiere, die Sie kennenlernen sollten, bevor sie aussterben. Oekom-Verlag, München 2014, ISBN 978-3-86581-460-9
- Norddeutsche Weihnachten. Wachholtz, Neumünster, Holstein 2014, ISBN 978-3-529-05563-8
- Das andere Schweinebuch: Von Wild- und Hausschweinen, Glücksbringern und armen Sauen. Cadmos, Schwarzenbek 2015, ISBN 978-3-8404-3003-9